# Beauzée-sur-Aire
Beauzée-sur-Aire is een plaats in het Franse departement Meuse in de gemeente Beausite.

## Geschiedenis
Op 1 januari 1973 fuseerde Beauzée-sur-Aire met Amblaincourt, Deuxnouds-devant-Beauzée en Seraucourt tot de gemeente Beausite.

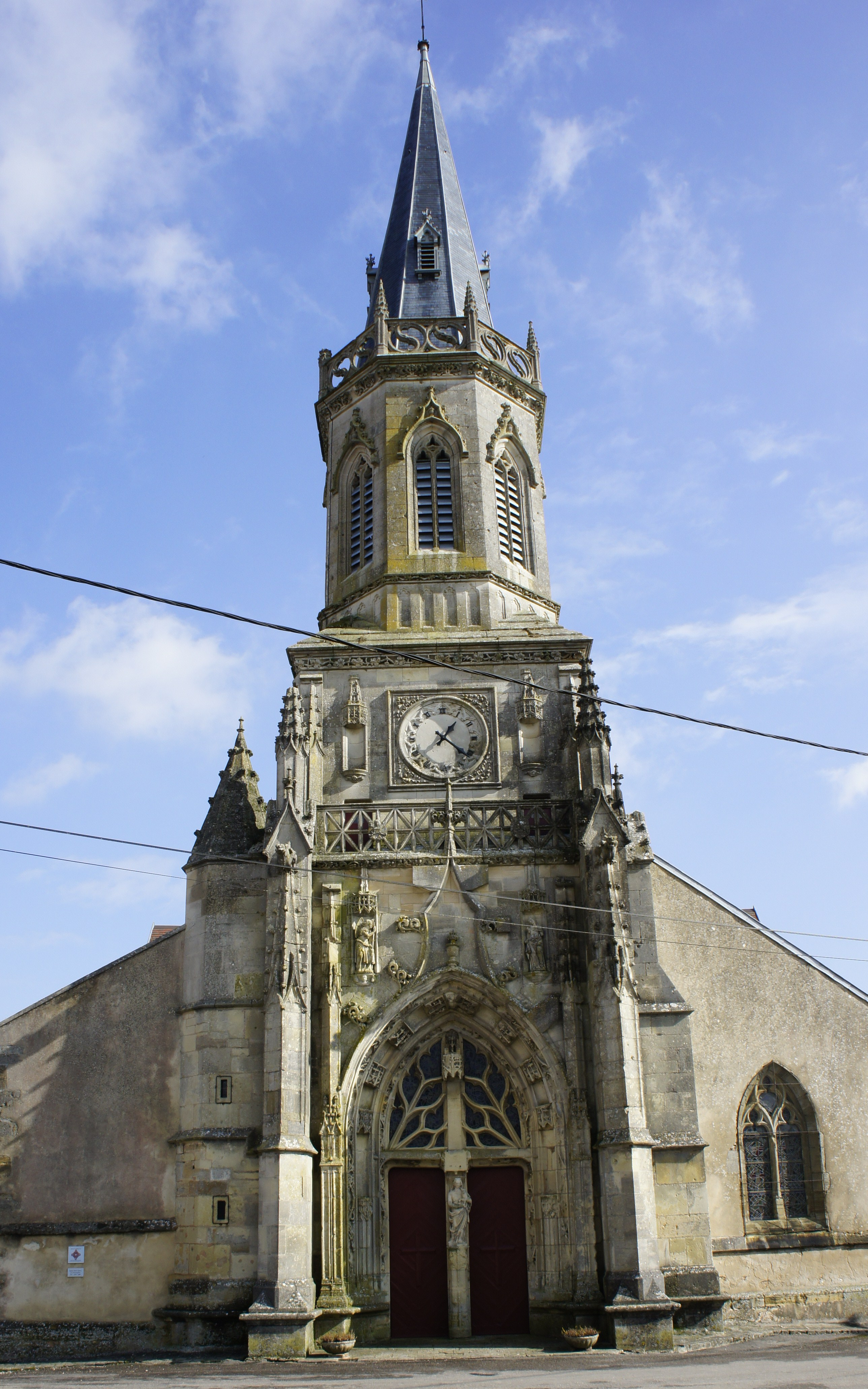
De kerk van Beauzée-sur-Aire

Amblaincourt · Beauzée-sur-Aire · Deuxnouds-devant-Beauzée · Seraucourt